# Arabella Pollen
Arabella Pollen (nacida el 22 de junio de 1961) es una diseñadora de moda inglesa y, como Bella Pollen, periodista y autora de cinco novelas publicadas entre 1997 y 2011.

## Primeros años de vida
Arabella Rosalind Hungerford Pollen, conocida como Bella Pollen, es hija de Peregrine Michael Hungerford Pollen, expresidente de la casa de subastas Sotheby Parke-Bernet, y Patricia Helen Barry. Nacida en Oxford, se crio en Manhattan.

## Carrera en la moda
En 1981, Pollen fundó la empresa de diseño homónima Arabella Pollen, descrita por The Independent como: «diseñadora de ropa fresca y colorida para el conjunto social joven». Entre sus clientes privados estaban Diana de Gales, Margaux Hemingway y Marianne Faithfull. Entre 1981 y 1994, la empresa estuvo nominada a once importantes premios de la moda.[¿cuál?]
En 1984, Arabella Pollen ganó un contrato para diseñar los uniformes del personal de la recién lanzada Virgin Atlantic Airways y creó trajes en el 'Virgin Red', que sigue siendo el color característico de la aerolínea. En 1990, Courtaulds adquirió una participación minoritaria en la empresa, y luego la aumentó a una participación mayoritaria. Arabella Pollen cerró en 1994, tras la retirada de Courtaulds. Pollen siguió asesorando al gigante textil como consultora de diseño.

## Carrera como escritora
En 1995, Pollen se convirtió en escritora, trabajando como Bella Pollen. Su tercer libro, Hunting Unicorns, se convirtió en un éxito de ventas en 2004. Midnight Cactus (2007) fue vendida a Paramount Pictures. Summer of the Bear (2011) fue una elección de verano de Oprah y una de las mejores lecturas de verano de Richard y Judy. Pollen ha colaborado con numerosas revistas y periódicos, incluidos The Times, The Daily Telegraph, The Spectator, The Observer y Vogue.[cita requerida]

## Vida personal
El primer matrimonio de Pollen fue con el comerciante de arte Giacomo Dante Algranti en 1985, con quien tuvo dos hijos, Jesse y Samuel. En 1995, se casó con David Macmillan, nieto del ex primer ministro Harold Macmillan y director de la editorial de libros Macmillan Publishers. La pareja tiene dos hijos, Finn y Mabel.